# Les Amis du Grand Reich allemand
Les Amis du Grand Reich allemand (AGRA) est un mouvement de collaboration wallon avec l'occupant nazi durant la Seconde Guerre mondiale en Belgique. Créé le 13 mars 1941, il disparaît avec à la Libération.

## Fondation
Le mouvement est créé à Liège par des dissidents rexistes et socialiste avec le soutien financier de la SS via la Sicherheitsdienst locale le 13 mars 1941. Initialement membres de Rex, Fons de Boungne et Corneil Dombret vont fonder l'A.G.R.A et laisse Degrelle gérer la crise qui traverse son mouvement durant le mois de mars 1941. En réalité, c'est la Sipo-SD liégeoise qui est à l'origine de cette dissidence et plus précisément l'Adjudant Rauls et son adjoint Karl Nossent.

### Les objectifs

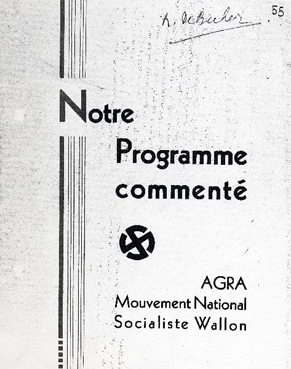
Propagande de collaboration (1940-1945)

Pour les nazis, les Amis du Grand Reich Allemand ont plusieurs buts stratégiques. Tout d'abord, il s'agit de développer un nouveau réseau d'informateurs locaux et de mettre la pression sur le mouvement rexiste afin que celui-ci se radicalise à nouveau. Enfin à moyen terme, A.G.R.A. vise à préparer l'intégration de la Wallonie au sein du Reich.
Pour ses membres toutefois, le mouvement a pour but de s'imposer comme l'unique formation d'Ordre nouveau en Wallonie. Cela signifie qu'il entend clairement concurrencer Rex, ce qu'il fait déjà par son nombre d'adhérents croissants. Toutefois, la Militärverwaltung ne l'entend pas de cette oreille et bien qu'elle reconnaisse la légitimité d'A.G.R.A., elle s'opposera au détrônement de Rex par sa filière dissidente.

## Fond idéologique
A.G.R.A se base sur quatre principes fondateurs satisfaisant à la fois l'occupant et la base ouvrière du mouvement. Tout d'abord, la Belgique est vue comme une erreur historique car forçant la nation flamande et wallonne à vivre ensemble. Ensuite, la citoyenneté est liée au sang. Cela montre la prépondérance du critère racial. Dans un deuxième temps, il promeut le droit au travail et la mise du capital au service de la Communauté, prônant également une maîtrise du capitalisme. Pour atteindre ses objectifs, A.G.R.A. entend mettre en place un État autoritaire, répressif et raciste.

## Structure
Les Amis du Grand Reich allemand sont structurés selon un modèle pyramidal déjà en place au sein du NSDAP C'est-à-dire qu'il fonctionne de manière très hiérarchique avec un ensemble de groupes locaux placés sous la direction d'un chef assisté d'un Conseil de direction chargé de désigner un nouveau chef au cas-où celui-ci décède. Le mouvement comprend également plusieurs départements à l'instar de celui des relations extérieures chargés de maintenir des contacts avec les services allemands, le département des renseignements politiques chargé de collaborer avec la police allemande, le service de protection et un mouvement de jeunesse chargé d’embrigader les plus jeunes.

## Dans la presse francophone
Dès octobre 1942, le mouvement s'exprime au sein de l'hebdomadaire Notre Combat fondé avec l'accord de la Propaganda-abteilung, le service responsable de la propagande allemande. Au travers de cet organe, les Amis du Grand Reich flatte le monde ouvrier tout en faisant des yeux doux aux ruraux et à la classe moyenne. N'ayant qu'un succès mitigé, le journal est maintenu en vie par l'occupant mais ferme le 3 septembre 1944 à la libération.
Il bénéficie également du soutien du Journal de Charleroi et de la Gazette de Charleroi qui sont deux organes de presse infiltrés par les partisans du mouvement national-socialiste. Ceux-ci relayent les appels à l'engagement au côté de l'occupant, notamment pour l'organisation Todt et la SS.

## La chute
Comme déjà mentionné, A.G.R.A. a concurrencé le mouvement rexiste en rassemblant environ 2.500 membres dont plus ou moins 80% proviendraient de la classe ouvrière. Toutefois, dès 1943, il ne compte plus que 1.500 adhérents ; la chute est vertigineuse, A.G.R.A ne comptant plus que 21 membres lors de la libération.
Cette très nette déconvenue est due à la fois à des déboires internes mais également au réveil de Rex. En effet, les dirigeants du mouvement vont être accusé, rarement à tort, d'utiliser les Amis du Grand Reich pour assurer leur enrichissement personnel, notamment grâce au marché noir. Rex va quant à lui reprendre l'initiative notamment grâce au soutien d'Adolf Hitler à Degrelle et à son entreprise,.